# Ministri della cooperazione economica e dello sviluppo della Germania
I ministri della cooperazione economica e dello sviluppo della Repubblica Federale Tedesca dal 1961 ad oggi sono i seguenti.

## Lista
| Ministro                          | Ministro         | Ministro                  | Partito                               | Governo             | Inizio           | Fine             |
| --------------------------------- | ---------------- | ------------------------- | ------------------------------------- | ------------------- | ---------------- | ---------------- |
| Cooperazione economica            |                  |                           |                                       |                     |                  |                  |
|                                   |                  | Walter Scheel             | Partito Liberale Democratico          | Governo Adenauer IV | 14 novembre 1961 | 14 dicembre 1962 |
| Governo Adenauer V                | 14 dicembre 1962 | Walter Scheel             | Partito Liberale Democratico          | 11 ottobre 1963     |                  |                  |
| Governo Erhard I                  | 17 ottobre 1963  | Walter Scheel             | Partito Liberale Democratico          | 26 ottobre 1965     |                  |                  |
| Governo Erhard II                 | 26 ottobre 1965  | Walter Scheel             | Partito Liberale Democratico          | 28 ottobre 1966     |                  |                  |
|                                   |                  | Werner Dollinger          | Unione Cristiano Sociale              | Governo Erhard II   | 28 ottobre 1966  | 30 novembre 1966 |
|                                   |                  | Hans-Jürgen Wischnewski   | Partito Socialdemocratico di Germania | Governo Kiesinger   | 1º dicembre 1966 | 2 ottobre 1968   |
|                                   |                  | Erhard Eppler             | Partito Socialdemocratico di Germania | Governo Kiesinger   | 2 ottobre 1968   | 21 ottobre 1969  |
| Governo Brandt I                  | 22 ottobre 1969  | Erhard Eppler             | Partito Socialdemocratico di Germania | 15 dicembre 1972    |                  |                  |
| Governo Brandt II                 | 15 dicembre 1972 | Erhard Eppler             | Partito Socialdemocratico di Germania | 16 maggio 1974      |                  |                  |
| Governo Schmidt I                 | 16 maggio 1974   | Erhard Eppler             | Partito Socialdemocratico di Germania | 8 luglio 1974       |                  |                  |
|                                   |                  | Egon Bahr                 | Partito Socialdemocratico di Germania | Governo Schmidt I   | 8 luglio 1974    | 14 dicembre 1976 |
|                                   |                  | Marie Schlei              | Partito Socialdemocratico di Germania | Governo Schmidt II  | 14 dicembre 1976 | 16 febbraio 1978 |
|                                   |                  | Rainer Offergeld          | Partito Socialdemocratico di Germania | Governo Schmidt II  | 16 febbraio 1978 | 4 novembre 1980  |
| Governo Schmidt III               | 6 novembre 1980  | Rainer Offergeld          | Partito Socialdemocratico di Germania | 1º ottobre 1982     |                  |                  |
|                                   |                  | Jürgen Warnke             | Unione Cristiano Sociale              | Governo Kohl I      | 4 ottobre 1982   | 29 marzo 1983    |
| Governo Kohl II                   | 30 marzo 1983    | Jürgen Warnke             | Unione Cristiano Sociale              | 11 marzo 1987       |                  |                  |
|                                   |                  | Hans Klein                | Unione Cristiano Sociale              | Governo Kohl III    | 11 marzo 1987    | 21 aprile 1989   |
|                                   |                  | Jürgen Warnke             | Unione Cristiano Sociale              | Governo Kohl III    | 21 aprile 1989   | 18 gennaio 1991  |
|                                   |                  | Carl-Dieter Spranger      | Unione Cristiano Sociale              | Governo Kohl IV     | 18 gennaio 1991  | 17 novembre 1994 |
| Governo Kohl V                    | 17 novembre 1994 | Carl-Dieter Spranger      | Unione Cristiano Sociale              | 26 ottobre 1998     |                  |                  |
| Cooperazione economica e sviluppo |                  |                           |                                       |                     |                  |                  |
|                                   |                  | Heidemarie Wieczorek-Zeul | Partito Socialdemocratico di Germania | Governo Schröder I  | 27 ottobre 1998  | 22 ottobre 2002  |
| Governo Schröder II               | 22 ottobre 2002  | Heidemarie Wieczorek-Zeul | Partito Socialdemocratico di Germania | 22 novembre 2005    |                  |                  |
| Governo Merkel I                  | 22 novembre 2005 | Heidemarie Wieczorek-Zeul | Partito Socialdemocratico di Germania | 28 ottobre 2009     |                  |                  |
|                                   |                  | Dirk Niebel               | Partito Liberale Democratico          | Governo Merkel II   | 28 ottobre 2009  | 17 dicembre 2013 |
|                                   |                  | Gerd Müller               | Unione Cristiano Sociale              | Governo Merkel III  | 17 dicembre 2013 | 14 marzo 2018    |
| Governo Merkel IV                 | 14 marzo 2018    | Gerd Müller               | Unione Cristiano Sociale              | 8 dicembre 2021     |                  |                  |
|                                   |                  | Svenja Schulze            | Partito Socialdemocratico di Germania | Governo Scholz      | 8 dicembre 2021  | 6 maggio 2025    |
|                                   |                  | Reem Alabali Radovan      | Partito Socialdemocratico di Germania | Governo Merz        | 6 maggio 2025    | in carica        |